# Ruth B.
Ruth Berhe, mer känd under artistnamnet Ruth B., född 2 juli 1995 i Edmonton, Alberta, är en kanadensisk sångerska och låtskrivare. Hon började sin karriär tidigt under 2013 med att sjunga låtar på Vine. I november 2015 släpptes hennes EP The Intro och den 5 maj 2017 släpptes debutalbumet Safe Haven som har fått över 650 miljoner streams på Spotify. 
Ruth B.:s låt "Lost Boy" hade i augusti 2020 fått över 520 miljoner streams på Spotify och i september hade dessutom hennes Youtubekanal fått 281 miljoner visningar.